# IC 2079
IC 2079 — галактика типу SBab () у сузір'ї Золота Риба.
Цей об'єкт міститься в оригінальній редакції індексного каталогу.